# NGC 3023-1
NGC 3023-1 is een balkspiraalstelsel in het sterrenbeeld Sextant. Het hemelobject werd op 10 maart 1880 ontdekt door de Franse astronoom Édouard Jean-Marie Stephan.

## Synoniemen
- UGC 5269
- IRAS 09472+0051
- MCG 0-25-22
- VV 620
- ZWG 7.43
- KCPG 216B
- PGC 28272